# 紐伯里泉 (加利福尼亞州)
紐伯里泉（英語：Newberry Springs）是位於美國加利福尼亞州聖貝納迪諾縣的一個非建制地區。該地的面積和人口皆未知。

## 地理
紐伯里泉的座標為34°49′40″N 116°41′15″W / 34.82778°N 116.68750°W，而該地的平均海拔高度為610米（即2000英尺）。